# Does This Look Infected?
Does This Look Infected? är ett album av Sum 41. Albumet släpptes 26 november 2002 och inehåller singelhitsen Still Waiting och The Hell Song.

## Låtar på albumet
1. The Hell Song - 3:21
2. Over My Head (Better Off Dead) - 2:31
3. My Direction - 2:04
4. Still Waiting - 2:39
5. A.N.I.C. - 0:39
6. No Brains - 2:48
7. All Messed Up - 2:46
8. Mr. Amsterdam - 2:59
9. Thanks for Nothing - 3:06
10. Hyper-Insomnia-Para-Condrioid - 2:35
11. Billy Spleen - 2:32
12. Hooch - 3:29
13. Reign in Pain (Heavy Metal Jamboree) - 2:55 (skriven av Stevo32)
14. WWVII Parts 1 & 2 - 5:10 (skriven av Stevo32)

## Kuriosa
- Albumets bild valdes flera månader innan namnet på albumet bestämdes. Albumet blev nästan försenat eftersom bandet inte kunde komma på en passande titel. Då kom Deryck på Does This Look Infected?, hela bandet skrattade och sedan valde de att döpa albumet till just det.
- The Hell Song handlar om en vän till bandet som fick HIV.
- The Hell Song och Over My Head (Better Off Dead) finns båda med i komedifilm-serien American Pie.
- A.N.I.C står för Anna Nicole Smith Is a Cunt, och handlar om just henne. När bandet spelar live säger Deryck att det står för Anna Nicole Smith is a fucking stupid cunt.
- Still Waiting spelades i trailern till filmen Guess Who?.
- Still Waiting är med i intro-videon till skräckspelet ObsCure.